# Ил Мело (Болоња)
Ил Мело (итал. Il Melo) је насеље у Италији у округу Болоња, региону Емилија-Ромања.
Према процени из 2011. у насељу је живело 15 становника. Насеље се налази на надморској висини од 15 м.